# آدمیرا تاندرپوسی
آدمیرا تاندرپوسی با نام هنری آدام دانیل ریسبرگ، یک مجری درگ سوئدی است که بیشتر به دلیل برنده شدن در فصل اول Drag Race Sverige شناخته شده است.
ریسبرگ در سودرمالم، استکهلم، سوئد به دنیا آمد و بزرگ شد.